# Episodi di Shameless (serie televisiva 2004) (seconda stagione)
La seconda stagione della serie televisiva Shameless è stata trasmessa in prima visione assoluta nel Regno Unito da Channel 4 dal 4 gennaio all'8 marzo 2005. È stata preceduta da una puntata speciale natalizia andata in onda il 23 dicembre 2004.
In Italia la stagione è stata trasmessa in prima visione dal canale satellitare Jimmy.
| nº | Titolo originale       | Titolo italiano | Prima TV UK      | Prima TV Italia  |
| -- | ---------------------- | --------------- | ---------------- | ---------------- |
| 1  | Grandad                |                 | 4 gennaio 2005   | 23 novembre 2005 |
| 2  | Eric                   |                 | 11 gennaio 2005  | 30 novembre 2005 |
| 3  | The Garden Competition |                 | 18 gennaio 2005  | 7 dicembre 2005  |
| 4  | The Big Day            |                 | 25 gennaio 2005  | 14 dicembre 2005 |
| 5  | Crooks and Robbers     |                 | 1º febbraio 2005 | 21 dicembre 2005 |
| 6  | Welcome to the Family  |                 | 8 febbraio 2005  | 28 dicembre 2005 |
| 7  | Joey Dawson            |                 | 15 febbraio 2005 | 4 gennaio 2006   |
| 8  | Against the Odds       |                 | 22 febbraio 2005 | 11 gennaio 2006  |
| 9  | Sister, Sister         |                 | 1º marzo 2005    | 18 gennaio 2006  |
| 10 | True Love              |                 | 8 marzo 2005     | 25 gennaio 2006  |